# شهرك أوتش تبة كرد
شهرك أوتش تبة كرد هي قرية في مقاطعة مياندوآب، إيران. يقدر عدد سكانها بـ 287 نسمة بحسب إحصاء 2016.